# گروه منشعب از سازمان چریک‌های فدایی خلق ایران
گروه منشعب از سازمان چریک‌های فدائی خلق یا فداییان منشعب شاخه اقلیت سازمان چریک‌های فدائی خلق بود که در سال ۱۳۵۵ از آن جدا شد. این گروه از درگیری مسلحانه خودداری می‌کرد و حامی گسترش فعالیت سیاسی خصوصاً در میان کارگران بود. رهبری این گروه را تورج حیدری بیگوند بر عهده داشت. این گروه در آبان ۱۳۵۶ به حزب توده ایران پیوست.
در ۱۳۵۵ با کشته شدن رهبران وقت سازمان چریک‌های فدایی خلق ایران از جمله حمید اشرف، دسته ای از اعضای آن به این نتیجه رسیدند که مبارزه مسلحانه با حکومت پهلوی نتیجه بخش نیست و انشعاب کردند. نام این گروه گروه منشعب از سازمان چریک‌های فدایی خلق ایران بود.